# Katafrakt
Katafrakt (grško Κατάφρακτος  [katáfraktos], dobesedno oklopljen ali popolnoma obdan) je bil težko oklopljen konjenik v vojskah številnih starih držav v zahodni Evraziji in evrazijskih stepah. Konjenik in konj sta bila od glave do prstov na nogah oklepljena s težkim luskastim oklepom. Katafrakti so bili običajno  oboroženi z dolgo leseno konjeniško sulico (kontόs) ali kopjem. 
V večini držav so bili katafrakti bodisi elitna bodisi  napadalna konjenica, uporabna predvsem za silovit preboj nasprotnikove pehotne formacije. Številni zgodovinarji od antike do visokega srednjega veka so bili prepričani, da so katafrakti preko Bizantinskega cesarstva vplivali na kasnejše evropske viteze.
Med ljudstva, ki so v vsaj enem obdobju svoje zgodovine imela katafrakte, spadajo Skiti, Sarmati, Parti, Ahemenidi, Saki, Armenci, Selevkidi, Pergamci, Sasanidi, Rimljani, Goti in Bizantinci. V več primerih se je naziv katafrakt uporabljal tudi za partski bojni voz. 
Zdi se, da je bila uvedba močno oklepljene konjenice v rimsko vojsko odziv na pohode Partov in Sasanidov v Malo Azijo in številne poraze v borbah s katafrakti v evrazijskih stepah, od katerih je najbolj opazen poraz v bitki pri Kari (Haran).  Rimska konjenica ni bila nikoli niti močno oklepljena niti pretirano učinkovita.  Enote rimskih  eqiutes do bile sestavljene večinoma iz  lahko oklepnih konjenikov, oboroženih s kopji in meči. Njihova glavna naloga je bilo zasledovanje  bežečih poraženih nasprotnikovih vojakov. Katafraktom podobne težko oklepljene konjenike so Rimljani uvedli šele v 3. in 4. stoletju. Največ zaslug za njihovo uvedbo v poznorimsko armado imata cesar Galien (vladal 253-268) in njegov general in uzurpator Avreol.

## Sklic
1. ↑  Nell, Grant S. (1995). The Savaran: The Original Knights. University of Oklahoma Press.